# Skandinavisk veterinärtidskrift
Skandinavisk veterinärtidskrift, även Skandinavisk veterinär-tidskrift (Libris 1554488), med undertiteln för bakteriologi, patologi samt kött- och mjölkhygien, var en svensk vetenskaplig tidskrift för veterinärmedicin.
Tidskriften, som hade artiklar på svenska, danska, tyska och norska, utgavs 1911–1948. 1949 slogs den samman med Finsk veterinärtidskrift, Norsk veterinærtidsskrift och Svensk veterinärtidskrift till tidskriften Nordisk veterinærmedicin.

## Redaktörer
- Arvid M. Bergman (1911-1923), huvudredaktör, ansvarig utgivare
- Gustav Kjerrulf (1923-1931), huvudredaktör, ansvarig utgivare
- Sven Wall (1931-1948), ansvarig utgivare
- L Bahr (1931)
- C. S. Aaser (1932-1941)
- A. Møller-Sørensen (1941-1948)